# L'Espresso
L’Espresso is een Italiaans nieuws- en opinietijdschrift, met name gericht op Italiaans nieuws. Het verschijnt sinds oktober 1955, aanvankelijk in krantformaat maar sinds 1974 in glossyformaat. l’Espresso verschijnt wekelijks.
l’Espresso staat bekend om zijn aansprekende en soms controversiële covers. Het onderschrift is ‘settimanale di politica, cultura ed economia’: weekblad voor politiek, cultuur en economie. In Italië verschijnt l’Espresso op vrijdag. l’Espresso is ook in veel andere (Europese) landen verkrijgbaar. Samen met Panorama behoort l'Espresso tot de grootste opiniebladen van Italië.

## Geschiedenis
Het eerste nummer van l’Espresso verscheen op 2 oktober 1955 bij N.E.R. (Nuove Edizioni Romane), de uitgeverij van Carlo Caracciolo en Adriano Olivetti, eigenaar van de typemachinefabriek Olivetti. De belangrijkste redacteurs waren Arrigo Benedetti en Eugenio Scalfari. In 1963 bereikte l’Espresso een oplage van 70.000 nummers.
l’Espresso kenmerkte zich vanaf het begin door een onderzoeksjournalistiek die zich met name richtte op de corruptie en het cliëntelisme van de christendemocratische partij Democrazia Cristiana. In de jaren vijftig werden door L’Espresso grote schandalen met betrekking tot de gezondheidszorg en huizenmarkt onthuld. In 1967 berichtte l’Espresso over de mislukte staatsgreep van generaal De Lorenzo in 1964. Het weekblad organiseerde ook een forum, waarbij studenten Alberto Moravia, een intellectueel uit de oppositie, vroegen naar beschuldigingen dat de oppositie zich in theorie tegen het kapitalisme keerde, maar er in praktijk van profiteerde.
Voorbeelden van verschillende scoops die l'Espresso had zijn:
- 1955-1956: Capitale corrotta = Nazione infetta (Corrupte hoofdstad = Geïnfecteerde natie) was het artikel met de eerste grote scoop van l'Espresso over speculatie in onroerende goederen in Rome. Het artikel verscheen op 11 december 1955.
- 1958: Mafia e potere (Maffia en macht), een artikel over de band tussen politici en de maffia.
- 1965: La cedolare di San Pietro (De coupon van Sint Pieter) over de geldschieters van het Vaticaan.
- 1967: Il golpe del Sifar (De staatsgreep van Sifar, oftewel een Italiaanse militaire geheime dienst) is het artikel waarin l'Espresso onthult dat generaal Giovanni De Lorenzo in 1964 een staatsgreep wilde plegen en daarbij werd geholpen door een honderdtal leden de geheime dienst.
- 1968: Atlante della contestazione (Atlas van de studentenopstand), onderzoek naar de studentenopstand van 1968.
- 1970:  Il caso Valpreda (Het geval Valpreda), onderzoek naar de bomaanslag op het Milanese plein Piazza Fontana, waarvan de anarchist Pietro Valpreda een van de verdachten was, en diverse onthullingen.
- 1971: Razza padrona (Herenras), artikel over de machtsspelletjes tussen de financiële partij, industrie en politieke partijen.
- 1972: Libertà d'antenna (Vrijheid van antenne), campagne tegen het monopolie van de staatsomroep RAI.
- 1975: Il golpe Borghese (De staatsgreep Borghese), onderzoek naar de staatsgreep van commandant Junio Valerio Borghese en de betrokkenheid van de militaire geheime dienst SID.
- 1980: I verbali Moro (De verbalen in de zaak Moro) publicatie van de getuigenverklaringen van politici in het kader van de parlementaire enquête naar aanleiding van de moord op de christendemocratische politicus Aldo Moro.
- 1984: Mafia, la pista politica (Maffia, de politieke piste), artikel met openbaringen van Tommaso Buscetta, lid van de Siciliaanse maffia Cosa Nostra, die na zijn arrestatie besloot mee te werken met het onderzoek dat justitie had ingesteld naar de georganiseerde misdaad. Hij gaf inzicht in de structuur en organisatie van de maffia.
- 1986: La grande spartizione (De grote verdeling), een overzicht van de verdeling van de invloed van politieke partijen in de verschillende sectoren van het openbare leven.
- 1990: Regime di stampa (Het persregime), artikel naar aanleiding van het aantreden van Berlusconi als hoofd van de persgroep Arnoldo Mondadori Editore.
- 2008: Benvenuti a Velenitaly (Welkom in Giftitalië), onderzoek naar de distrubutie van giftige wijn in Italië.

In 1976 voerde l’Espresso een sterke campagne tegen de toenmalige president van Italië, Giovanni Leone, vanwege zijn vermeende betrokkenheid bij de Lockheed-affaire. In de jaren zeventig en tachtig verschenen in l’Espresso kritische commentaren op belangrijke kwesties zoals het terrorisme en steunde het de lobby voor echtscheiding en abortus. In 1975 veranderde de uitgeverij Nuove Edizioni Romane zijn naam naar Editoriale L’Espresso. De oplage van het tijdschrift l’Espresso groeide tot meer dan 300.000 nummers.
Vanaf het midden van de jaren ’70 raakte l’Espresso verzeild in een hevige competitie met Italië’s andere grote opinieblad Panorama. De concurrentie bereikte een hoogtepunt toen Silvio Berlusconi, die Panorama al aan zijn media-imperium had toegevoegd, in het begin van de jaren ’90 probeerde om ook l’Espresso over te nemen en de overname ternauwernood mislukte.

Sindsdien onderscheiden Panorama en l’Espresso, die wat formaat en berichtgeving betreft steeds meer overeenkomsten vertonen, zich door hun houding pro of contra Berlusconi.

## Positie in het medialandschap
l’Espresso heeft de naam objectief te berichten, omdat het tijdschrift niet officieel verbonden is aan een politieke partij. Dat wil niet zeggen dat l’Espresso geheel ongebonden en onafhankelijk kan opereren. Het maakt deel uit van de Gruppo Editoriale L’Espresso Spa, een in 1997 opgericht beursgenoteerd bedrijf waarvan Monica Mondardini de bestuursvoorzitter is. Voor die tijd was l’Espresso onderdeel van de Mondadori-L’Espresso-groep. Beide organisaties staan onder aanvoering van de Italiaanse uitgever en ondernemer Carlo De Benedetti. De Benedetti wordt vaak geassocieerd met de linkerzijde van het politieke spectrum. Hij is een tegenstander van Silvio Berlusconi.
De missie van de Espresso-groep wordt op haar website als volgt omschreven: "Trough its own media, Gruppo Espresso is committed to offering information, culture, opinions, and entertainment in accordance with the principles of independence, freedom, and respect, in the full awareness of its great responsibility in influencing the ethical and moral values of its audience." Een opmerkelijk standpunt voor een Italiaans bedrijf, omdat traditioneel het ontbreken van gemeenschapszin de Italiaanse volksaard kenschetst.
Naast l’Espresso geeft Gruppo Espresso de volgende geschreven media met landelijke dekking uit: La Repubblica (dagblad), National Geographic Italia, Mente e cervello, Le Scienze, Limes, Tutto Milano, Le Guide dell’Espresso en nog enkele andere tijdschriften. Ook op de lokale kranten- en tijdschriftenmarkt is de Gruppo Espresso een actieve speler met zeventien regionale kranten.
Verder zijn er afdelingen van de Gruppo Espresso die zich bezighouden met radio, televisie, advertentieacquisitie en digitale media (vaak digitale poten van ‘papieren’ media, zoals de websites van L’Espresso en La Repubblica).
In 2010 had de Gruppo Espresso een omzet van 885 miljoen euro, een EBITDA van 147,2 miljoen euro en een netto winst van 50,1 miljoen euro. Medio 2009 was de oplage 326.000 exemplaren. Dat maakt l’Espresso tot het tweede actualiteitenblad van Italië, het moet Panorama voor zich dulden.

## Rubrieken en medewerkers
Op een van de eerste pagina’s van l’Espresso staat wekelijks een politieke cartoon van Altan. Daarnaast worden columns geschreven door Massimo Cacciari (Parole nel vuoto), Michele Serra en Marco Travaglio (Carta canta), Sandro Magister (Settimo cielo), Ignazio Marino (Questione di vita), Bruno Manfellotto (Questa settimana), Uri Dadush (Senza frontiere) en om de week hoogleraar en auteur Umberto Eco (La bustina di Minerva) en oud-hoofdredacteur Eugenio Scalfari (Il vetro soffiato).
In de rubriek Riservato wordt binnenlands (politiek) nieuws kort geduid. Een onderdeel van deze rubriek is “Top e flop”, waarin mensen die zich die week positief dan wel negatief in de kijker hebben gespeeld de maat wordt genomen.
Een andere rubriek is L’altra copertina, ‘het alternatieve omslag’, waarin het ‘tweede’ grote verhaal van die week wordt gepresenteerd. Daarna staat het Sommario, de inhoudsopgave. In de rubriek Mondo wordt op eenzelfde manier als in Riservato het wereldnieuws kort geduid en is er vaak een langer artikel waarin een gebeurtenis wat uitgebreider en specifieker wordt gekaderd. In de rubriek Reportage zijn foto’s de leidraad voor een opiniërend artikel.
De rubriek Cultura gaat over cultuur en omvat artikelen en recensies. Daarnaast is er een wetenschapsrubriek (Scienze), een technologierubriek (Tecnologia), een economierubriek (Economia) en de wat luchtiger rubriek Società waarin geschreven wordt over lifestyle, publieke personen, mode en vrijetijdsbesteding.
Tot slot bevat l’Espresso de rubriek Passioni, opnieuw een wat toegankelijker deel van het blad. Hierin staan artikelen over de ‘mooie dingen des levens’, zoals tentoonstellingen, muziek, film, kunst, literatuur, design, reizen, koken en auto’s. Bijna helemaal achterin staan de ingezonden brieven onder de titel Lettere.

## Hoofdredacteurs
- Arrigo Benedetti (1955-1963)
- Eugenio Scalfari (1963-1968)
- Gianni Corbi (1968-1970)
- Livio Zanetti (1970-1984)
- Giovanni Valentini (1984-1991)
- Claudio Rinaldi (1991-1999)
- Giulio Anselmi (1999-2002)
- Daniela Hamaui (2002-2010)
- Bruno Manfellotto (2010-heden)

## Redacteurs
- Renato Barilli
- Arrigo Benedetti
- Giorgio Bocca
- Maurizio Calvesi
- Manlio Cancogni
- Camilla Cederna
- Umberto Eco
- Sandro Magister
- Roberto Saviano
- Enzo Siciliano
- Antonio Tabucchi
- Pier Vittorio Tondelli